# Syd Barrett
Roger Keith „Syd“ Barrett (6. ledna 1946 Cambridge – 7. července 2006 Cambridge) byl britský zpěvák, skladatel, kytarista a malíř. Známý je především jako jeden ze zakládajících členů rockové kapely Pink Floyd, ve které působil ve druhé polovině 60. let 20. století jako její hlavní skladatel a frontman. Skupinu opustil v roce 1968 kvůli psychickým problémům způsobeným pravděpodobně užíváním drog.
Byl aktivní v oblasti rockové hudby celkem devět let, během kterých nahrál dvě alba s Pink Floyd a vydal dvě sólové desky. Toto dílo mu stačilo na to, aby se stal legendou, uznávanou jako žánrový průkopník a inspirátor mnoha dalších slavných muzikantů. Roku 1974 se z hudebního světa definitivně stáhl a odešel do ústraní. Jeho poustevnický post-rockový život, ve kterém působil jako malíř a zahradník, skončil v roce 2006 úmrtím na rakovinu slinivky břišní. Barrettův osud inspiroval ještě za jeho života mnoho děl, především album Pink Floyd Wish You Were Here z roku 1975, a zčásti i konceptuální album The Wall (1979, zpracované i jako film).

## Biografie

### Mládí a hudební začátky (do roku 1964)

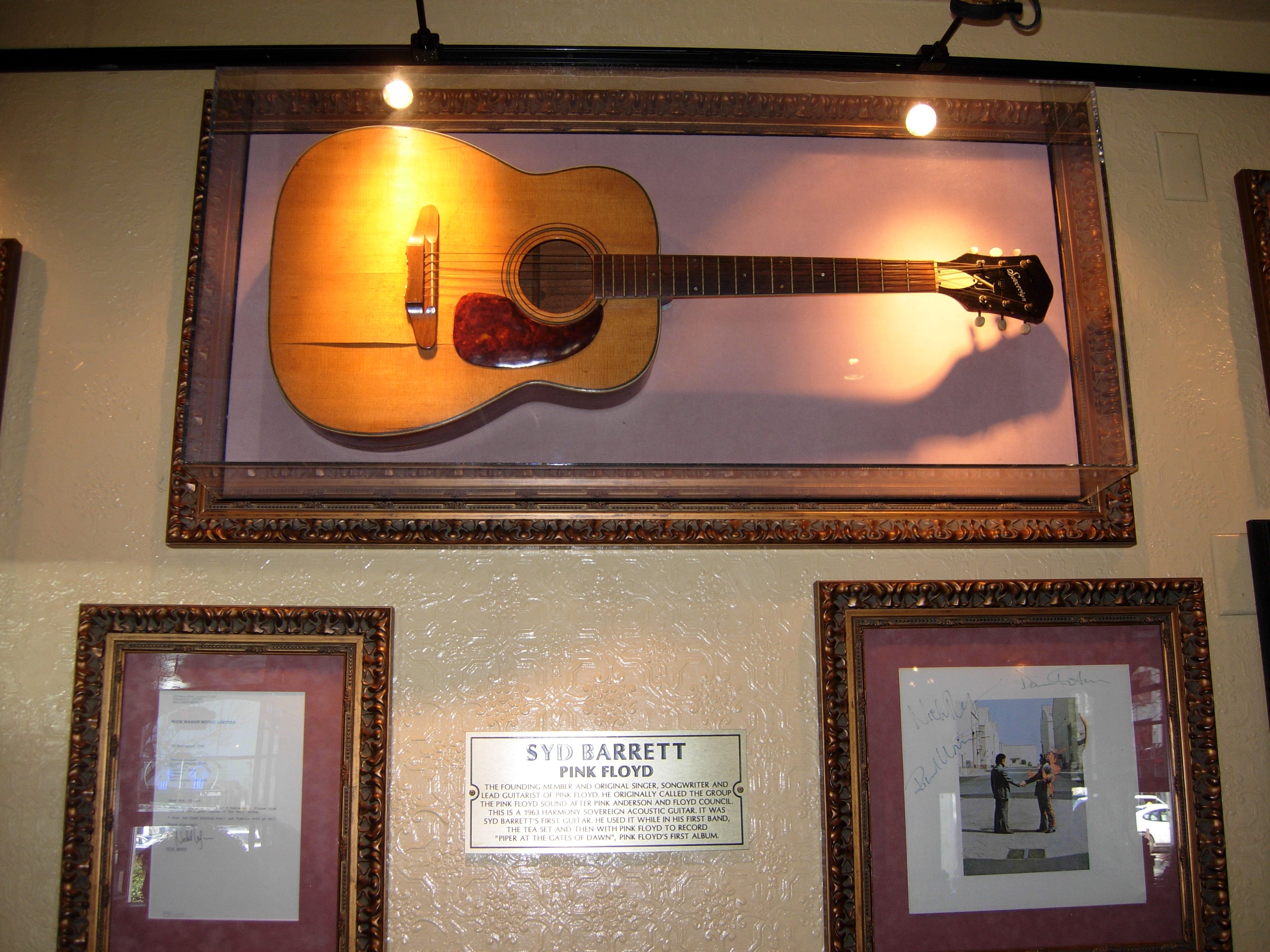
První kytara Syda Barretta

Barrett se narodil v anglickém městě Cambridge jako nejmladší ze čtyř dětí (měl dvě starší sestry a bratra). Jeho otec, Arthur Max Barrett, byl významným patologem a on i jeho žena Winifred podporovali svého syna v jeho koníčku, hudbě. Koupili mu mandolínu a později banjo, kytaru si Roger Barrett pořídil sám ve 12 letech. Roger Barrett získal svou přezdívku „Syd“ ve 14 letech jakožto odkaz na místního cambridgeského jazzového bubeníka Sida Barretta, změnil pouze pravopis, aby se od svého jmenovce odlišil. Ve třinácti letech vstoupil do první kapely (klasická školní formace) Geoff Mott and The Mottoes. V této a jí podobných skupinách vydržel hrát ještě následující tři roky. Od šestnácti let se věnoval střídavě malování a experimentování s hudbou, často o přestávkách trénoval hru se svým nejlepším kamarádem Davidem Gilmourem.
Syd Barrett vystudoval Cambridgeshire High School for Boys a Cambridge College of Arts and Technology. V roce 1964 se také zapsal na londýnskou Camberwell Art School (miloval malířství a chtěl se stát umělcem). V této době již napsal některé ze svých písní (např. „Effervescing Elephant“), které hrál na místních večírcích.

### Období s Pink Floyd (1964–1968)
V roce 1964 vznikla hudební skupina, ze které po vystřídání členů a různých jmen (The Abdabs, The Screaming Abdabs, Sigma 6, The Meggadeaths, The Tea Set) vznikla kapela Pink Floyd. Syd Barrett do tohoto hudebního uskupení vkročil jako kytarista a zpěvák koncem roku 1964, tehdy se právě jednalo o The Tea Set. Název byl definitivně změněn poté, co měli hrát na jednom koncertě se skupinou stejného jména. Barrett proto přišel s nápadem vystupovat jako The Pink Floyd Sound, ze kterého poté vzniklo The Pink Floyd a nakonec prosté Pink Floyd. Název „Pink Floyd“ byl vytvořen z křestních jmen dvou bluesových zpěváků Pinka Andersona a Floyda Councila, podle kterých Barrett pojmenoval své dvě kočky (jmenovaly se Pink a Floyd).
Zpočátku hráli Pink Floyd coververze amerických R&B písní (podobně jako The Rolling Stones, The Yardbirds nebo The Kinks), v roce 1966 se již začali orientovat na vlastní styl improvizovaného rocku. V tomto roce vznikl v Londýně nový hudební klub UFO, který se brzy stal domovem britské psychedelické hudby. Pink Floyd, kteří zde hráli jako klubová kapela, byli velmi populární a stali se nejznámější skupinou takzvané „londýnské undergroundové hudebně-psychedelické scény“.
Koncem roku 1966 získali Pink Floyd manažery Andrew Kinga a Petera Jennera. Ti se seznámili s Joem Boydem, který kapele produkoval nahrávání v lednu 1967 ve studiích Sound Techniques v Chelsea. Výsledkem byla demo nahrávka singlu „Arnold Layne“. King a Jenner nahrávku vzali do EMI, jež nabídlo kapele kontrakt, podle kterého měla nahrát celé album a se kterým skupina souhlasila. Do doby než deska vyšla, dosáhl singl „Arnold Layne“ 20. místa v britském žebříčku singlů (navzdory tomu, že ho některé stanice pro jeho kontroverzní text odmítly hrát); následující singl „See Emily Play“ byl ještě úspěšnější, vystoupal až na šestou příčku.
První dva singly (stejně jako třetí „Apples and Oranges“) napsal sám Barrett. Ten byl také hlavním autorem prvního alba Pink Floyd z roku 1967, The Piper at the Gates of Dawn. Název desky (v překladu „Pištec u bran svítání“) pochází z Barrettovy oblíbené knihy Vítr ve vrbách od Kennetha Grahama. Z 11 skladeb napsal sám Barrett osm z nich, u dalších dvou byl spoluautorem.
Album The Piper at the Gates of Dawn bylo s přestávkami nahráváno mezi lednem a červencem roku 1967 ve studiu 2 v Abbey Road Studios. Zároveň s Pink Floyd nahrávali v Abbey Road The Beatles své album Sgt. Pepper's Lonely Hearts Club Band (ve studiu 1). „Pištec“ vyšel v srpnu téhož roku a v Británii se stal velice úspěšnou deskou, vyšplhal se na šestou příčku žebříčku prodejnosti alb. Kapela ale svým úspěchem začala přitahovat pozornost hudebních fanoušků a tyto tlaky přispěly k rozvinutí Barrettových psychických potíží.
Barrettovo chování se stále více stávalo neočekávatelným, což bylo částečně také zapříčiněno jeho experimentováním s psychotropními drogami (marihuana, LSD). Někdy například při koncertě stál nehybně na pódiu a hrál dokola jeden akord, případně nehrál vůbec. Při vystoupení v San Franciscu při skladbě „Interstellar Overdrive“ pomalu rozladil svou kytaru. Zatímco publikum se bavilo, zbytek kapely byl zděšen.
Po nevydařeném turné po Spojených státech zbytek kapely oslovil Davida Gilmoura, Barrettova kamaráda ze školy, s nabídkou aby působil v Pink Floyd jako další kytarista. Měl hrát místo Barretta, pokud by ten byl opět v nepoužitelném stavu. V lednu 1968 odehráli pět koncertů v tomto pětičlenném obsazení (s Gilmourem), brzy ale zjistili, že ani toto nastavení příliš nefunguje, a při cestě na jedno vystoupení se rozhodli s sebou Barretta vůbec nevzít. Měli ideu, že by Syd mohl v kapele dále fungovat jen jako skladatel.
Na přelomu let 1967 a 1968 začali Pink Floyd nahrávat své druhé album A Saucerful of Secrets. Oproti představám se jediným Barrettovým autorským příspěvkem na tuto desku stala píseň „Jugband Blues“. Kromě toho na definitivní verzi alba ještě hraje ve skladbách „Remember a Day“ (slide kytara) a „Set the Controls for the Heart of the Sun“.
Ačkoliv bylo Barrettovo bizarní chování a častý pobyt „mimo realitu“ příznakem vážných psychických problémů, zbytek kapely ho vnímal hlavně jako ohrožení svých ambicí při počínající slávě a měl pro něj málo pochopení. Zároveň jim ale bylo trapné Syda z kapely otevřeně vyhodit, tak nějakou dobu koncertovali bez něj, aniž by ho na to upozornili. Teprve v dubnu 1968 byl oficiálně oznámen odchod Syda Barretta z Pink Floyd.

### Období sólové tvorby (1968–1972)
Po svém konci v Pink Floyd se Barrett v podstatě vytratil z veřejného života, z popudu EMI a Harvest Records ale ještě krátce pokračoval v hudební produkci a postupně vydal dvě sólová alba, The Madcap Laughs a Barrett. Většina materiálu na těchto albech pocházela z Barrettova nejplodnějšího období od konce roku 1966 do poloviny roku 1967. Některé písně ale napsal až po odchodu z Pink Floyd.
První jeho sólové album, The Madcap Laughs, bylo nahráno v Abbey Road Studios během dvou nahrávacích relací – od května do června 1968 (produkce Peter Jenner) a od dubna do července 1969 (produkce Malcolm Jones a později David Gilmour a Roger Waters). Několik písní bylo později doplněno dalšími nástroji, na které hráli členové skupiny Soft Machine. Syd Barret také hostoval na debutovém albu zakladatele Soft Machine Kevina Ayerse Joy of a Toy, nicméně píseň „Religious Experience“, kde Barrett hrál, byla vydána až v reedici v roce 2003.
Druhé album, nazvané pouze Barrett, bylo nahráno postupně od února do července 1970. Album produkovali společně David Gilmour a Rick Wright. Oba dva na něm i hráli (Gilmour na baskytaru, Wright na klávesy), doplněni o bubeníka skupiny Humble Pie Jerry Shirleyho.
Zatímco nahrávání se věnoval intenzivně, na veřejnosti tehdy Barrett vystupoval jen zřídka. 24. února 1970 zahrál pět písní v programu BBC Top Gear uváděném Johnem Peelem. Pouze jedna z těchto skladeb už byla dříve vydána, další tři byly v pozměněné úpravy vydány na albu Barrett. Poslední z nich, „Two of a Kind“, kterou zřejmě napsal Rick Wright, vyšla až na konci 80. let. Barretta v pořadu Top Gear doplnili Gilmour na baskytaru a Shirley na perkuse.
Gilmour se Shirleym hráli také na jediném Barrettově živém vystoupení tohoto období. 6. června 1970 se v londýnské Olympia Exhibition Hall uskutečnil Music and Fashion Festival. Barrett se svými dvěma společníky zde během čtvrt hodiny zahráli čtyři písně. Kvůli špatné mixáži ale nebyl zpěv, kromě části čtvrté písně, slyšet. Po čtvrté skladbě Barrett odložil kytaru a odešel z pódia.
16. února 1971 zahrál v rádiu BBC tři skladby z alba Barrett.

### Poslední vystoupení a dodatečně vydané nahrávky
V roce 1972 založil Syd Barrett skupinu Stars, která ale existovala pouze krátký čas. Kromě Barretta byli jejími členy bubeník Twink a baskytarista Jack Monck. Ačkoliv byla skupina veřejností zpočátku přijata dobře, Sydova nespolehlivost a nevypočitatelnost se nijak nezlepšila a jeho výkony na koncertech se pohybovaly od okouzlujících po zcela katastrofální. Posledním hřebíkem do rakve se stal koncert na Cambridge Corn Exchange, jehož recenze byly tak zdrcující, že Twinkovi došla trpělivost a vystoupil z kapely, která tím zanikla. Syd se následně zařekl, že už nikdy vystupovat nebude.
V srpnu 1974 nicméně Peter Jenner přesvědčil Barretta k návratu do Abbey Road Studios v naději, že nahraje další album. To se ale nepovedlo, načež Syd prodal práva na svá sólová alba zpět vydavateli a přestěhoval se do londýnského hotelu. Během tohoto období o něj mělo několik hudebníků zájem jako o hudebního producenta, i tyto snahy ale byly marné. V roce 1978, kdy mu došly peníze, se Barrett přestěhoval do matčina domu v Cambridgi, kde pak žil (kromě několika týdnů v roce 1981) až do své smrti. Během této doby také dostával autorské poplatky za své staré skladby, které Pink Floyd vydali v rámci kompilací či živých alb.
V roce 1988 vydalo vydavatelství EMI kompilaci Barrettových písní z let 1968–1970 s názvem Opel, které obsahuje předtím nevydaný materiál a jiné verze písní již vydaných na obou sólových albech.
Roku 1993 vyšel u EMI boxset Crazy Diamond, který obsahuje všechna tři Barrettova alba (tedy včetně Opelu) doplněná o nehotové verze a odlišné záznamy již vydaných písní.
Poslední Barrettovou kompilací je album The Best of Syd Barrett: Wouldn't You Miss Me? z roku 2001. Tato deska je standardním výběrem Barrettových písní, obsahuje však jednu dosud nevydanou skladbu „Bob Dylan Blues“, jež pochází z demo nahrávky, kterou poskytl David Gilmour.

### Život v Cambridgi
Po odchodu z veřejného života se Barrett vrátil ke svému rodnému jménu Roger. Začal znovu malovat, vytvářel velká abstraktní plátna. Byl také zaníceným zahradníkem. S nikým se nestýkal, nezbytný kontakt s okolním světem mu zajišťovala jeho sestra Rosemary, která bydlela poblíž. S ostatními členy Pink Floyd, se kterými se naposledy setkal v roce 1975, kdy neohlášen přišel do Abbey Road Studios, kde kapela zrovna nahrávala album Wish You Were Here, žádný přímý kontakt neměl.
Ačkoliv se Barrett vyhýbal jakémukoliv styku s veřejností, bylo během této doby publikováno množství jeho fotografií, které pořídili paparazziové. I různí novináři a fanoušci jezdili do Cambridge a potloukali se jeho ulicí v naději, že jej potkají. Postupně se ale změnil k nepoznání, shodil svůj střapatý účes (a posléze i zplešatěl), ztloustl a stal se napohled zcela obyčejným a nenápadným člověkem.
Roger Barrett, kdysi zvaný „Syd“, zemřel v pátek 7. července 2006 ve věku 60 let ve svém domě v Cambridgi na rakovinu slinivky břišní, což je častý důsledek cukrovky, kterou trpěl.
10. května 2007 se uskutečnil v londýnském Barbican Centre koncert na počest Syda Barretta. Zúčastnili se jej Robyn Hitchcock, Captain Sensible, Damon Albarn, Chrissie Hynde, Kevin Ayers a Barrettovi spoluhráči z Pink Floyd (nikoliv však společně, Roger Waters hrál sólově).

## Diskografie

### Sólová diskografie

#### Studiová alba
- The Madcap Laughs (1970)
- Barrett (1970)

#### Živé nahrávky
- The Peel Session (1988)
- The Radio One Sessions (2004)

#### Kompilace
- Syd Barrett (1974)
- Opel (1988)
- Octopus: The Best of Syd Barrett (1992)
- Crazy Diamond (1993)
- The Best of Syd Barrett: Wouldn't You Miss Me? (2001)
- An Introduction to Syd Barrett (2010)

#### Singl
- 1969 – „Octopus“

### Diskografie s Pink Floyd

#### Studiová alba
- The Piper at the Gates of Dawn (1967)
- A Saucerful of Secrets (1968)

#### EP
- London '66–'67 (1995)

#### Singly
- 1967 – „Arnold Layne“
- 1967 – „See Emily Play“
- 1967 – „Apples and Oranges“